# Federazione pallavolistica delle Isole Cook
La Federazione cookese di pallavolo (eng. Cook Islands Volleyball Federation, CIVF) è un'organizzazione fondata per governare la pratica della pallavolo nelle Isole Cook.
Organizza il campionato maschile e femminile, e pone sotto la propria egida la nazionale maschile e femminile.
Ha aderito alla FIVB nel 1973.